# ديكستر لوميس
صموئيل شو (بالإنجليزية: Sam Shaw)‏ هو مصارع محترف امريكي من اصل بولندي، ولد في 17 مارس 1984 في جاكسونفيل في الولايات المتحدة، وهو مُتعاقد مع اتحاد WWE تحت اسم ديكستر جونيور.

## روابط خارجية
- صموئيل شو على موقع IMDb (الإنجليزية)
- صموئيل شو على موقع ميوزك برينز (الإنجليزية)
- صموئيل شو على موقع قاعدة بيانات الفيلم (الإنجليزية)
- صموئيل شو على موقع دبليو دبليو إي (الإنجليزية)
- صموئيل شو على موقع CageMatch worker (الإنجليزية)
- صموئيل شو على موقع قاعدة بيانات المصارعة على الإنترنت (الإنجليزية)
- صموئيل شو على موقع عالم المصارعة على الإنترنت (الإنجليزية)